# Peter Dorn (Komponist)
Peter Dorn (* November 1931 in Breslau) ist ein deutscher Komponist und Pianist.

## Leben
Peter Dorn wurde in der schlesischen Hauptstadt Breslau geboren. Er besuchte die Thomasschule zu Leipzig. Er studierte Klavier bei Gerhard Puchelt und Amadeus Webersinke an der Hochschule für Musik Berlin-Charlottenburg und der Leipziger Musikhochschule. Bis 1959 wirkte er als Pianist in Westdeutschland. Es schloss sich ein Kompositionsstudium bei Wilhelm Weismann in Leipzig und als Meisterschüler bei Rudolf Wagner-Régeny an der Akademie der Künste der Deutschen Demokratischen Republik in Berlin (Ost) an. Danach arbeitete er an der Berliner Akademie.
Dorns Violinsonaten werden beim C. F. Peters Musikverlag in Leipzig verlegt. 1968 wurde er in Leipzig für seine Kantate In deiner Hand steht geschrieben die Zeit mit dem Hanns-Eisler-Preis ausgezeichnet. Die Uraufführung erfolgte durch das Rundfunk-Sinfonieorchester Leipzig und den Rundfunkchor Leipzig unter Herbert Kegel. Der Musikpreis wurde in jenem Jahr das erste Mal vergeben, zusammen an die Komponisten Ruth Zechlin und Gerhard Rosenfeld.
Seine Klaviermusik 1964 wurde einst mit Modest Mussorgskis Komposition Bilder einer Ausstellung verglichen.

## Werke (Auswahl)
- Sonatine für Violine und Klavier[3]
- Sonate für Viola und Klavier
- Klaviermusik in 4 Suiten
- Rhapsodie für Violine und Klavier[9]
- In deiner Hand steht geschrieben die Zeit
- Divertimento[10]